# Обідуський замок
О́бідуський за́мок (порт. Castelo de Óbidos) — середньовічний замок у Португалії, у містечку Обідуш. Міський символ, закарбований на гербі Обідуша.

## Історія
Будівництво сучасного замку Обідуш почалось в ХІІ ст. Замок побудований в вигляді чотирикутника, кожна з сторін має 30 метрів в довжину. Побудований в класичному військовому стилі Португалії. Замок є одним з представників стилю мануеліно.
Значне будівництво на місці замку вели римляни. Недалеко від замку римляни заснували лазні, які відомі в наш час як "Королівські лазні" (порт. Caidas da Rainha), названі в честь однієї з жінок португальського короля Мануела І.
В V ст. на Піренейський півострів вторглися вестготи. На місці римських лазень вони побудували замок, навколо якого створилося поселення Обідуш. Як будматеріал вони використовували камені цих лазень.
В період Ісламського завоювання (711-718 рр.) замок перейшов до рук арабів. В період Хордівського емірату араби перетворили замок в один з головних пунктів Ештремадури.
В 1227 р. територія арабського емірату входить до складу Португалії. Португали розширили замок, побудувавши кілька ліній оборонних стін. В тому вигляді, який зараз має замок, він повстає в XV ст. Замком почали володіти різні феодали, які підкорялися королю. Замок був улюбленою резиденцією португальських правителів, особливо на початку Нового часу. Монархи любили проводити тут святкування, весілля, оскільки Обідуш знаходився недалеко від Лісабону.
В XVIII ст. в Португалії настає спад, замок приходить в занепад і частково руйнується, цьому сприяв так званий Лісабонський землетрус 1755 року, який зруйнував палац, що знаходився в центрі замку. Починаючи з ХІХ ст. замок діє як готель, його відвідують проїжджаючі туристи.

## Сучасний період
Замок є популярним туристичним об'єктом. Майже всі туристичні маршрути Португалії проходять біля нього. Замок приваблює своїми бастіонами, зубчастими стінами, досі збереглись деякі вікна і аркові проходи, які прикрашені середньовічними барельєфами.